# Klaus Oppitz

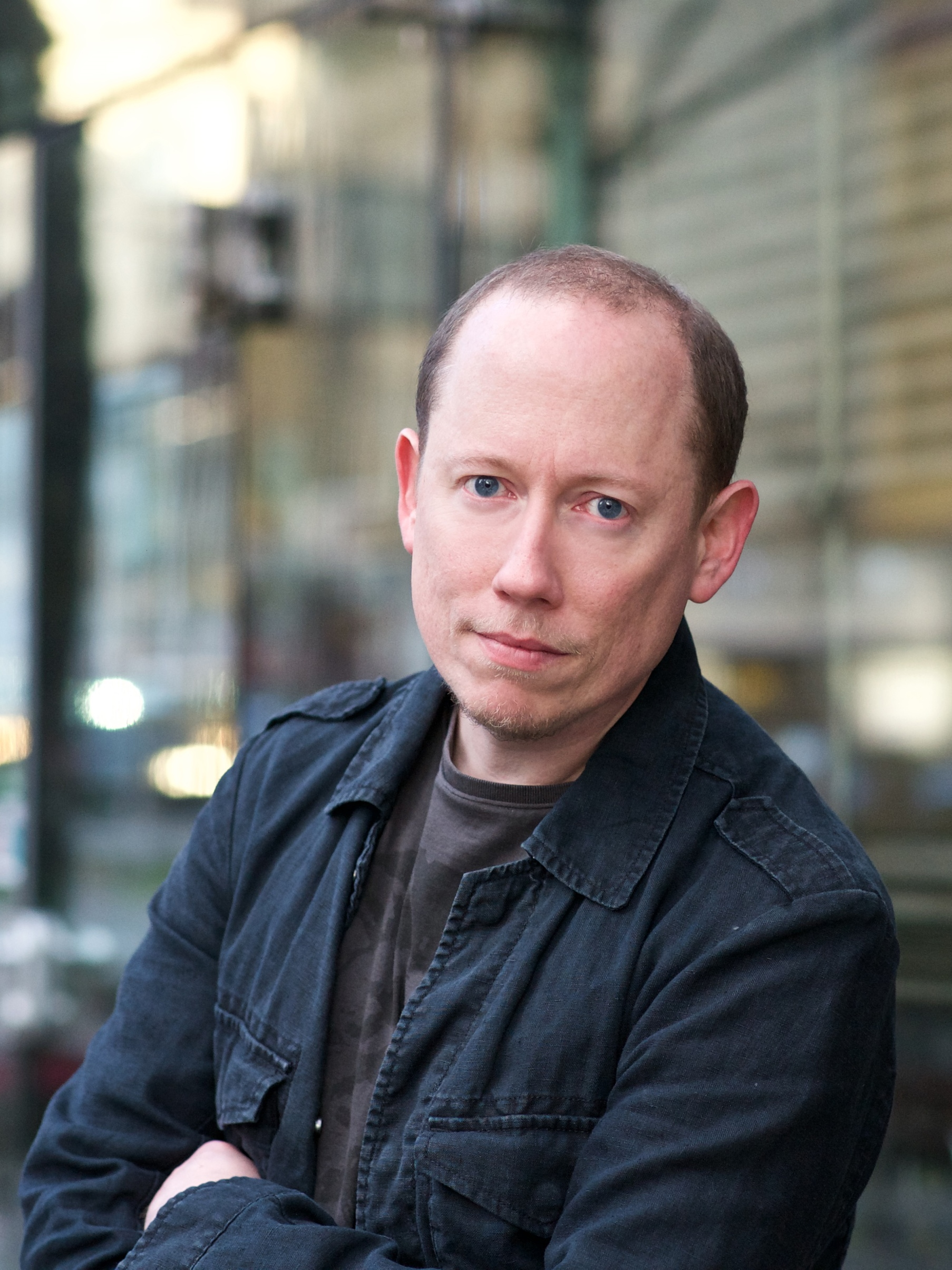
Klaus Oppitz (2016)

Klaus Oppitz (* 1971 in Wels) ist ein österreichischer Kabarettist und freier Drehbuchautor.

## Leben
Klaus Oppitz wuchs in Wels auf, wo er auch die Schule besuchte, die Matura legte er in Grieskirchen ab. Er arbeitete zunächst als Werbetexter und Regisseur und veröffentlichte Kurzgeschichten.

### Film und Fernsehen
Gemeinsam mit Rudi Roubinek, Gerald Fleischhacker und Mike Bernard gründete er 2008 das Autorenkollektiv Die Tafelrunde. Im Rahmen der Romyverleihung 2016 wurden sie mit einer Romy für die beste Programmidee für Bist Du deppert! ausgezeichnet. Roubinek und Oppitz schreiben zusammen mit Robert Palfrader die Bücher für die TV-Sendung Wir sind Kaiser.

### Theater
Oppitz ist Autor des Theaterstückes Gottes Sekretärin, das im Jänner 2008 unter seiner eigenen Regie im Theater Die Bühne in Purkersdorf bei Wien Premiere hatte. In den Hauptrollen waren Lilian Klebow, Verena Scheitz und Hansi Lang zu sehen. Das satirische Stück beschreibt das Psychoduell zwischen einer arbeitslosen Sekretärin und Gott kurz vor dem Weltuntergang, den Gott partout nicht verhindern will, da er zeit seiner immerwährenden Existenz die Erfahrung machen musste, dass durch seine Einmischungen alles immer nur noch schlimmer wurde. Gott tritt im Lauf der Handlung abwechselnd als Mann und Frau in Erscheinung. Er ist „flexibel“, wie er selbst sagt. Für Hansi Lang sollte „Herr Gott“ seine letzte Rolle am Theater werden. Eine Wiederaufnahme im Herbst desselben Jahres scheiterte an seinem plötzlichen Tod.
Eine weitere Theaterarbeit ist die Tragikomödie In Urlaub, die Klaus Oppitz zusammen mit Rudi Roubinek und Reinhard Nowak für das Wiener Rabenhof Theater schrieb. Die Uraufführung fand 2010 unter der Regie von Roman Freigaßner mit Roubinek und Nowak in den Hauptrollen statt. Das Stück handelt von zwei rivalisierenden Thailandurlaubern, durch deren Konflikte miteinander ihre jeweiligen Lebenskrisen sichtbar werden.

### Kabarett
Gemeinsam mit Michael Nikbakhsh steht Klaus Oppitz mit dem satirischen Polit-Quiz Niemand nennt uns Mitzi! als Kabarett-Duo Nikbakhsh&Oppitz auf der Bühne. Die Premiere fand im Oktober 2018 im Rabenhof Theater statt. 2020 folgte mit Wählt uns! Weil´s schon wurscht ist das zweite Programm. Mit den beiden Programmen waren sie im Rahmen der Reihe Kabarett im Turm auf ORF III zu sehen. Nach Thomas Schmids bestes Stück, einer satirischen Aufarbeitung des Einvernahmeprotokolls des ehemaligen ÖBAG-Chefs 2022, folgte im März 2024 die Premiere des Programms Katzen, erneut am Rabenhof-Theater.
Gemeinsam mit Caroline Athanasiadis präsentierte er im Februar 2025 das Programm Kinderlieder aus der Hölle in der Kulisse in Wien.

## Werke
- Gottes Sekretärin. Theaterstück, Uraufführung 28. Februar 2008, Die Bühne, Purkersdorf
- Wir sind Kaiser. TV-Serie (Autor, Regisseur), ORF
- In Urlaub, Theaterstück (zusammen mit Reinhard Nowak und Rudi Roubinek), Uraufführung 27. Oktober 2010, Rabenhof Theater, Wien
- Bist du deppert! TV-Serie (Autor, Entwickler), Puls4
- Auswandertag. Roman, Residenz-Verlag, St. Pölten/Salzburg/Wien 2014, ISBN 978-3-7017-1625-8
- Tortenschlachten. Anthologie, Residenz-Verlag, St. Pölten/Salzburg/Wien 2015, ISBN 978-3-7017-1646-3
- Landuntergang. Roman, Residenz-Verlag, Salzburg 2016, ISBN 978-3-7017-1658-6
- Lösungen sind nicht die Antwort: Die schönsten Wortmeldungen aus der Politlandschaft. Residenz-Verlag, Salzburg 2017, ISBN 978-3-7017-3414-6
- Die Hinrichtung des Martin P. Kremayr & Scheriau, Wien 2019, ISBN 978-3-218-01180-8
- Niemand nennt uns Mitzi!, Kabarett, Uraufführung 2018, Rabenhof Theater
- Wählt uns! (weil´s schon wurscht ist), Kabarett, Uraufführung 2020, Rabenhof Theater
- Thomas Schmids bestes Stück, Kabarett, Uraufführung 2022, Rabenhof Theater
- Katzen, Kabarett, Uraufführung 2024, Rabenhof Theater
- Kinderlieder aus der Hölle, Kabarett, Uraufführung 2025, Kulisse Wien